# Mesopropithecus
 Mesopropithecus  ist eine ausgestorbene Gattung der Primaten aus der Gruppe der Palaeopropithecidae. Sie lebte bis vor rund 500 Jahren auf der Insel Madagaskar.
Wie alle Palaeopropithecinae hatte Mesopropithecus stark verlängerte Vordergliedmaßen und andere anatomische Merkmale, die auf eine suspensorische (nach unten an den Bäumen hängende) Lebensweise ähnlich den Faultieren hinweisen. Der Bau des Schädels glich dem der Sifakas, war aber deutlich größer. Man schätzt das Gewicht der Tiere auf rund zehn Kilogramm.
Vermutlich war auch die Lebens- und Fortbewegungsweise von Mesopropithecus durch langsame, behäbige Bewegungen geprägt. Die Nahrung bestand wahrscheinlich hauptsächlich aus Blättern.
Es werden drei Arten unterschieden:
- Von Mesopropithecus globiceps wurden subfossile Reste in Zentralmadagaskar gefunden.
- Mesopropithecus pithecoides war etwas größer und lebte im mittleren und westlichen Madagaskar.
- Mesopropithecus dolichobrachion wurde erst Mitte der 1990er-Jahre entdeckt.

Das Aussterben dieser Tiere dürfte in ursächlichem Zusammenhang mit der Besiedlung Madagaskars durch die Menschen stehen, die erst vor rund 1500 Jahren begann. Im Anschluss daran sind eine Reihe von Primatenarten verschwunden, darunter auch die Riesenlemuren. Die Gründe dafür lagen in der Bejagung und der Lebensraumzerstörung, möglicherweise gekoppelt mit klimatischen Veränderungen. Mesopropithecus war die kleinste der ausgestorbenen Gattungen und könnte bis vor rund 500 Jahren gelebt haben.